# Amlekhganj
Amlekhganj (trl. Amlekhgañj, trb. Amlekhgańdź) – gaun wikas samiti w środkowej części Nepalu w strefie Narajani w dystrykcie Bara. Według nepalskiego spisu powszechnego z 2001 roku liczył on 1060 gospodarstw domowych i 5697 mieszkańców (2800 kobiet i 2897 mężczyzn).